# Tamás Kenderesi
Tamás Kenderesi (* 13. Dezember 1996 in Bonyhád) ist ein ungarischer Schwimmer. Bei den Olympischen Sommerspielen 2016 gewann er im Wettbewerb über 200 m Schmetterling die Bronzemedaille.

## Karriere
Bei den Olympischen Jugend-Sommerspielen 2014 gewann Kenderesi die Goldmedaille über 200 m Schmetterling. Im Finale über 100 m Schmetterling erreichte er den siebten Platz. Im Jahr 2014 nahm er ebenfalls an den Kurzbahnweltmeisterschaften in Doha teil. Über 50 m Schmetterling belegte er dort den 57. Platz. 
Bei den Olympischen Sommerspielen 2016 in Rio de Janeiro gewann er im Finale über 200 m Schmetterling mit einer Zeit von 1:53,62 Minuten die Bronzemedaille, während Michael Phelps mit einer Zeit von 1:53,36 Minuten Olympiasieger wurde und Masato Sakai mit einer Zeit von 1:53,40 Minuten Zweiter wurde.

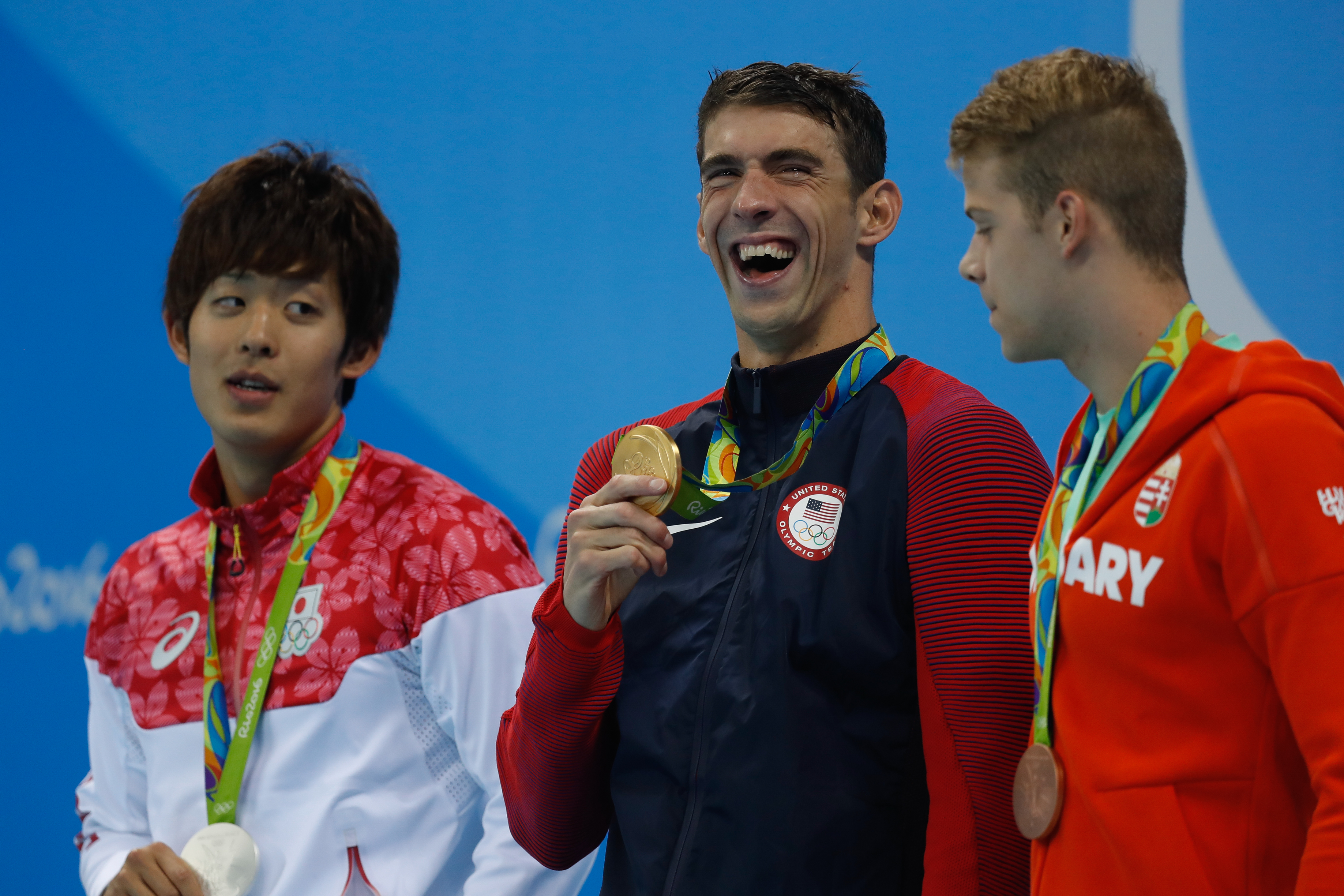
Kenderesi (rechts) bei den Olympischen Spielen 2016 (Siegerehrung 200 m Schmetterling)

Im Jahr 2018 wurde Kenderesi hinter seinem Landsmann Kristóf Milák Vizeeuropameister über 200 m Schmetterling.

## Verweis durch den ungarischen Schwimmverband
Im November 2019 erhielt Kenderesi einen schriftlichen Verweis des ungarischen Schwimmverbands MÚSZ. Ihm wurde außerdem für sechs Monate die staatliche Förderung gestrichen. Der Verband reagierte damit auf die Festnahme durch die südkoreanische Polizei nach den Schwimmweltmeisterschaften 2019 in Gwangju wegen des Vorwurfs der sexuellen Belästigung einer 18-jährigen Frau in einem Nachtclub.